# Běhánky
Běhánky (německy Pyhanken, někdy též Pihanken) jsou jednou ze sedmi místních částí města Dubí, položenou při úpatí Krušných hor necelých 5 km severozápadně od města Teplice.

## Historie
Nejstarší písemná zmínka pochází z roku 1487. Po většinu své historie byly Běhánky malým zemědělským sídlem, které zásobovalo ovocem a zeleninou teplický trh. Změna přišla až na přelomu 19. a 20. století, kdy se zde ve velkém množství začali usazovat dělníci, pracující v okolních továrnách a dolech. V letech 1850–1869 a od roku 1960 jsou Běhánky součástí města Dubí, v letech 1880–1890 součástí obce Drahůnky, v letech 1900–1930 samostatnou obcí a v letech 1950–1960 součástí obce Horská Bystřice, zástavba obou sídel však dodnes nesplynula a nevytvořila skutečný celek (značný podíl na tom měla dlouhodobá stavební uzávěra, prohlášená nad podstatnou částí města z důvodu zvažované důlní činnosti).

## Obyvatelstvo
|                                                               | 1869 | 1880 | 1890 | 1900  | 1910  | 1921  | 1930  | 1950  | 1961  | 1970 | 1980 | 1991 | 2001 | 2011 |
| ------------------------------------------------------------- | ---- | ---- | ---- | ----- | ----- | ----- | ----- | ----- | ----- | ---- | ---- | ---- | ---- | ---- |
| Obyvatelé                                                     | 169  | 204  | 402  | 2 322 | 2 636 | 2 290 | 2 425 | 1 321 | 1 325 | 263  | 256  | 967  | 844  | 935  |
| Domy                                                          | 28   | 32   | 38   | 136   | 166   | 172   | 209   | 231   | .     | 60   | 58   | 257  | 255  | 269  |
| Počet domů z roku 1961 je zahrnut v domech místní části Dubí. |      |      |      |       |       |       |       |       |       |      |      |      |      |      |

## Galerie

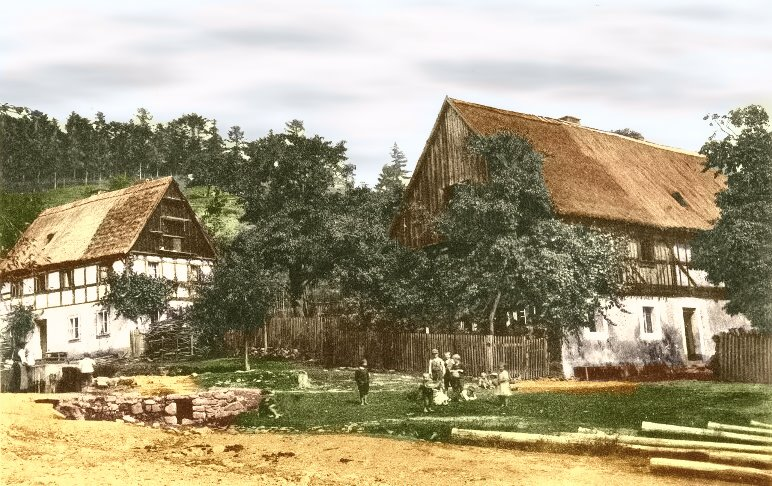
Běhánky
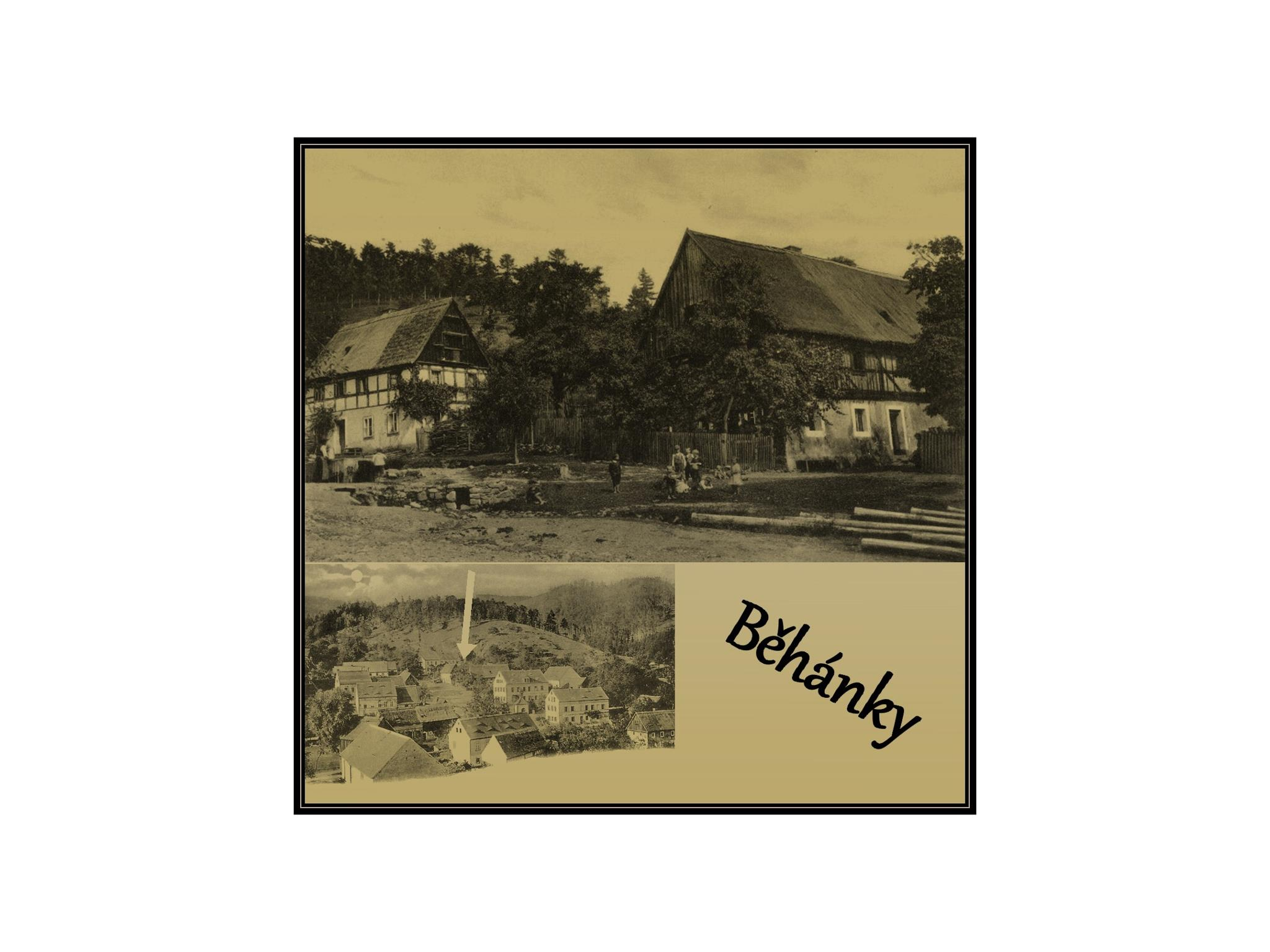
Běhánky